# Radical 35
El radical 35, representado por el carácter Han 夊, es uno de los 214 radicales del diccionario de Kangxi. En mandarín estándar es llamado 夊部　(suī bù), en japonés es llamado 夊部, すいぶ　(suibu), y en coreano  	쇠 (soe). En los textos occidentales es llamado radical «ir despacio». 
El radical 35 aparece　en la parte inferior de los caracteres clasificados bajo este (por ejemplo, en 夏). Este radical tiene un aspecto muy similar al radical 34 (夂). Sin embargo, este último suele aparecer en otras posiciones (como en 処).

## Nombres populares
- Mandarín estándar: 折文, zhé wén, «carácter “文 (cultura)” doblado».
- Coreano: 천천히걸을쇠발부, cheoncheon　higeol　eulsoebalbu «radical soe-caminar despacio, en la parte de abajo».
- Japonés: 夊繞（すいにょう）, suinyō; 夏脚(なつあし）, natsu-ashi, «parte inferior de “verano” (夏)».
- En occidente: radical «ir despacio».

## Galería
| Estilos antiguos                                 | Estilos antiguos                  | Estilos antiguos                        | Estilos antiguos                   | Estilos antiguos                   | Estilos empleados actualmente       | Estilos empleados actualmente  | Estilos empleados actualmente    | Estilos empleados actualmente   | Estilos empleados actualmente  |
|                                                  |                                   |                                         |                                    |                                    |                                     | 夊                             |                                  |                                 |                                |
| 甲骨文 jiǎgǔwén (escritura de huesos oraculares) | 金文 jīnwén (escritura de bronce) | 简帛 jiǎnbó (escritura de bambú y seda) | 篆文 zhuànwén (escritura de sello) | 篆文 zhuànwén (escritura de sello) | 隸書 lìshū (estilo de los escribas) | 楷書 kǎishū (estilo regular)   | 楷書 kǎishū (estilo regular)     | 行書 xǐngshū (estilo corriente) | 草書 cǎoshū (estilo de hierba) |
| 甲骨文 jiǎgǔwén (escritura de huesos oraculares) | 金文 jīnwén (escritura de bronce) | 简帛 jiǎnbó (escritura de bambú y seda) | 大篆 dàzhuàn (sello grande)        | 小篆 xiǎozhuàn (sello pequeño)     | 隸書 lìshū (estilo de los escribas) | 繁體／繁体 fántǐ (tradicional) | 简体／簡體 jiǎntǐ (simplificado) | 行書 xǐngshū (estilo corriente) | 草書 cǎoshū (estilo de hierba) |

## Caracteres con el radical 35
| trazos | carácter |
| ------ | -------- |
| + 0    | 夊       |
| + 4    | 夋       |
| + 5    | 夌       |
| + 6    | 変 复    |
| + 7    | 夎夏     |
| + 11   | 夐       |
| + 15   | 夑       |
| + 16   | 夒 夓    |
| + 17   | 夔       |